# Apteranthes
Apteranthes là chi thực vật có hoa trong họ Apocynaceae.

## Các loài
- Apteranthes burchardii (N.E.Br.) Plowes, 1995
  - Apteranthes burchardii subsp. burchardii
  - Apteranthes burchardii subsp. maura (Maire) Meve & F.Albers, 2002
- Apteranthes europaea (Guss.) Murb., 1898
  - Apteranthes europaea subsp. europaea = Apteranthes gussoneana
  - Apteranthes europaea var. judaica (Zohary) Plowes, 1995
  - Apteranthes europaea subsp. maroccana (Hook.f.) Plowes, 1995
- Apteranthes faucicola (Bruyns) Plowes, 2013
- Apteranthes joannis (Maire) Plowes, 1995
- Apteranthes munbyana (Decne.) Meve & Liede, 2002
- Apteranthes staintonii (H.Hara) Meve & Liede, 2002
- Apteranthes tuberculata (N.E.Br.) Meve & Liede, 2002